# کونیهیکو میتامورا
کونیهیکو میتامورا (انگلیسی: Kunihiko Mitamura؛ زادهٔ ۲۲ اکتبر ۱۹۵۳) بازیگر، خواننده، و شخصیت‌های تلویزیونی در ژاپن اهل ژاپن است.